# 铁山水库 (岳阳)
铁山水库位于中国湖南省岳阳市岳阳县，新墙河支流沙港河中游的铁山峡谷口，是以灌溉为主，兼有发电、防洪、供水、养殖等功能的大（二）型水库。
工程于1978年第二次动工兴建，后停建，1981年8月正式复工，1982年4月11日水库关闸蓄水，4月底大坝填筑到96米设计坝顶高程。